# Find a Grave
A Find a Grave egy weboldal, amely lehetővé teszi a nyilvánosság számára a temetői nyilvántartások online adatbázisában való keresést és azok kiegészítését. Az oldal az Ancestry.com tulajdonában van.
A temetőkben lévő sírkövek fényképeit és az emlékművekhez kapcsolódó adatokat foglalja magában, amelyeket önkéntesek készíthetnek, gyűjthetnek. A Find a Grave ezután közzéteszi a fényképeket a weboldalán az adott személy halálozási adataival.

## Története
Az oldalt 1995-ben hozta létre a Salt Lake City-i Jim Tipton, hogy támogassa hobbiját, a hírességek temetkezési helyeinek felkeresését. Később egy online fórummal is bővítette. 1998-ban indult el a Find a Grave mint kereskedelmi szervezet, először márkanévként, majd 2000-ben bejegyezték. Az oldal később kibővült a nem hírességek sírjaival, hogy az online látogatók tiszteleghessenek elhunyt rokonaik vagy barátaik előtt. 
2013-ban Tipton eladta a weboldalt az Ancestry.com-nak, mondván, hogy a genealógiai cég "több éven át hivatkozott és forgalmat generált az oldalra. A temetkezési információk hasznos források a családtörténetüket kutató emberek számára". Egy 2013. szeptember 30-i sajtóközleményben az Ancestry.com tisztviselői azt mondták, hogy "új mobilalkalmazást indítanak, továbbá javítják az ügyfélszolgálatot, és bevezetnek egy továbbfejlesztett szerkesztési rendszert az emlékhelyek frissítéseinek beküldésére, valamint idegen nyelvű támogatást és más webhelyfejlesztéseket is eszközölnek."
2017 márciusában elindult az újratervezett Find a Grave béta weboldala a gravestage.com címen.  A nyilvános visszajelzések túlnyomórészt negatívak voltak. Valamikor az említett év május 29. és július 10. között a béta weboldal átkerült a new.findagrave.com címre, és egy új felhasználói felületet helyeztek üzembe a beta.findagrave.com oldalon. 2017 novemberében az új oldal már működött, a régi oldalt pedig megszüntették. 2018. augusztus 20-án az eredeti Find a Grave honlapot hivatalosan is megszüntették.
2020 májusában a Find a Grave több mint 180 millió temetési adatot és 80 millió fotót tartalmazott.

## Tartalom és tulajdonságok
A weboldal temetők és sírok listáját tartalmazza a világ minden tájáról. Az amerikai temetők állam és megye szerint vannak rendszerezve, és sok temetői nyilvántartás tartalmaz Google Térképet (a hozzájárulók által megadott GPS-koordinátákkal) és fényképeket a temetőkről és a sírhelyekről. Az egyéni sírfeljegyzések tartalmazhatnak születési és halálozási dátumokat és helyeket, életrajzi adatokat, temetői és parcellázási információkat, fényképeket (a sírjelről, az egyénről stb.) és a hozzájáruló adatait.
A temetési listákat magánszemélyek, genealógiai társaságok, temetői egyesületek valamint más intézmények, mint például az International Wargraves Photography Project, adják hozzá.
A szerkesztőnek tagként kell regisztrálnia, hogy bejegyzéseket, úgynevezett emlékhelyeket küldhessen az oldalra. Ezáltal a beküldő lesz a bejegyzés kezelője, de a kezelést átruházhatja más tagokra is. Csak a bejegyzés aktuális kezelője szerkesztheti az általa létrehozott bejegyzést, azonban bármely tag használhatja az oldal funkcióit, hogy javítási kéréseket küldjön a bejegyzés kezelőjének. A kezelők genealógiai célokból linkeket adhatnak hozzá az elhunyt házastársak, szülők és testvérek egyéb listáihoz.
Bármely tag fényképeket és megjegyzéseket is hozzáadhat az egyes bejegyzésekhez; a megjegyzések tartalmazhatnak virágokat, zászlókat, vallási vagy egyéb szimbólumokat, és gyakran tartalmazhatnak részvétnyilvánító illetve együttérző üzeneteket. A tagok kérhetnek fényképeket egy adott sírról; ezeket a kéréseket automatikusan elküldik azoknak a tagoknak, akik bejegyezték, hogy az adott sír közelében vannak.
A honlapot gyakran ajánlják genealógiai kutatások forrásaként. Bár az oldal nem kér engedélyt a közeli családtagoktól a fotók feltöltése előtt, azonban egy közvetlen családtag kérésére egyes esetekben – meggyalázott, rongált sírkőről készült kép esetén – eltávolítják az elhunyt szerettük sírjáról készült fotókat.
A Find a Grave emellett híres személyek emlékhelyeinek listáit is vezeti "hírnévre való jogosultságuk" alapján, mint például a Medal of Honor kitüntetettek, vallási személyek és pedagógusok. A Find a Grave ezen listák felett szerkesztői ellenőrzést gyakorol.

## Fordítás
- Ez a szócikk részben vagy egészben  a   Find a Grave című angol Wikipédia-szócikk ezen változatának fordításán alapul.  Az eredeti cikk szerkesztőit annak laptörténete sorolja fel. Ez a jelzés csupán a megfogalmazás eredetét és a szerzői jogokat jelzi, nem szolgál a cikkben szereplő információk forrásmegjelöléseként.